# 采斯瓦伊內市鎮
采斯瓦伊內市鎮，曾是拉脫維亞的一個市鎮，設立於2009年。位於該國東部，人口3172人，面積190.5平方公里，人口密度約17人/km2。
2021年7月1日，采斯瓦伊內市鎮与其它市镇一起合并至馬多納市鎮。

## 外部連結
- 马多纳市镇官方网站 （页面存档备份，存于） （拉脱维亚文） （俄文） （英文） （德文）